# Mandoniella
Mandoniella là một chi rêu trong họ Brachytheciaceae.